# Barney Williams
Barney Guillermo Williams, kanadski veslač, * 13. marec 1977, San Martín de los Andes, Argentina.
Williams je za Kanado osvojil srebrno medaljo v disciplini četverec brez krmarja na Poletnih olimpijskih igrah 2004. Barney je najprej obiskoval Upper Canada College, nato pa se je vpisal na University of Victoria. Med letoma 2004 in 2006 je nato študiral na Oxfordu, kjer je tudi diplomiral. 
Williams je poročen s kanadsko veslačico Buffy-Lynne Williams, ki je na Poletnih olimpijskih igrah 2004 v Atenah v dvojnem dvojcu osvojila četrto mesto.